# سگ دریاچه
سگ دریاچه (نام علمی: Nurocyon chonokhariensis) نام یک گونه از زیرخانواده سگیان است.